# 石母田供養石塔
石母田供養石塔（いしもだくようせきとう）は、福島県伊達郡国見町石母田字中ノ内にある板碑。蒙古の碑（もうこのひ）とも呼ばれる。
石の供養塔建立が盛んだった鎌倉時代の徳治3年（1308年）に僧智セン（王編に「宣」）が先祖の追善供養に建立したもので、梵字と功徳文が刻まれている。文は智セン、書は一山一寧による。1935年6月7日に国の史跡に指定された。